# Johnny Lee
Johnny Lee (* 3. Juli 1946 in Texas City, Texas) ist ein US-amerikanischer Country-Sänger und -Musiker.

## Anfänge
Johnny Lee hatte keine einfache Kindheit. Sein Vater verließ die Familie früh, und seine Mutter ging mehrere kurze Ehen ein. Als Schüler gründete er die Band „Johnny Lee & The Roadrunners“, die bei Wettbewerben mehrfach Preise gewinnen konnte. Nach Ende seiner Schulzeit diente er vier Jahre bei der US Navy, die er größtenteils in Südostasien verbrachte. Nach einem kurzen Aufenthalt in Kalifornien, wo er zum ersten Mal heiratete, kehrte er 1968 nach Texas zurück. Mit einer gehörigen Portion Aufschneiderei verschaffte er sich einen Platz als Backupsinger und Trompeter in Mickey Gilley's Band. Im Laufe der Jahre stieg er zum Leadgitarristen auf und vertrat Mickey Gilley gelegentlich bei Auftritten in dessen Club, dem legendären „Gilley's“.

## Karriere
1973 versuchte Lee eine Solokarriere zu starten. Seine beim Arista-Label produzierten Singles floppten aber durchweg, und so kehrte er kurz darauf wieder zu Gilley zurück. Bei verschiedenen Labels spielte er in den folgenden Jahren weitere Platten ein, die aber nicht über mittlere Hitparadenplätze hinauskamen. Sein größter Erfolg war 1977 der Top-20-Hit Country Party, eine Coverversion eines alten Willie-Nelson-Songs.
1979 hatte er einen Auftritt im Fernsehfilm The Girls in the Office. Sein großer Durchbruch gelang ein Jahr später mit dem Film Urban Cowboy mit John Travolta in der Hauptrolle, der in den USA zu einem großen Erfolg wurde und eine Welle der Country-Begeisterung auslöste. Die Schlüsselszenen wurden im Gilley's Club gedreht und Lee hatte Gelegenheit zu mehreren Auftritten. Sein Mainstream-Song Lookin' For Love wurde zum größten Hit des Films und erreichte Spitzenpositionen in den Country- und Pop-Charts. Außerdem brachte er ihm eine Grammy-Nominierung und weitere Auszeichnungen ein.
Durch Urban Cowboy wurde Lee über Nacht zum Star. Er verließ Mickey Gilley und stellte eine eigene Gruppe zusammen, die Western Union Band. Es folgte eine lange Serie von Top-10-Hits, darunter One In A Million, Bet Your Heart On Me, The Yellow Rose (die Titelmelodie zur Serie Kampf um Yellow Rose im Duett mit Lane Brody) und You Could Have Heard A Heart Break, die jeweils Platz eins erreichten. Für Aufsehen sorgte 1982 seine Heirat mit Charlene Tilton, die in der populären Fernsehserie Dallas die Lucy Ewing verkörperte. Wenig später eröffnete er unweit vom Gilley's einen eigenen Club, den Johnny Lee's.
Der Urban-Cowboy-Boom erlebte Mitte der achtziger Jahre seinen Niedergang. Lees Verkaufszahlen ließen entsprechend nach, und er verlor 1986 seinen Schallplattenvertrag. Seine Ehe zerbrach ein Jahr später. Nach einer längeren Durststrecke versuchte er 1989 beim Label Curb einen Neuanfang, der aber scheiterte. Lee war auch finanziell am Ende und arbeitete fortan wieder als Musiker in der Clubszene.

## Diskografie

### Studioalben
| Jahr | Titel                   | Höchstplatzierung, Gesamtwochen, AuszeichnungChartplatzierungen (Jahr, Titel, Platzierungen, Wochen, Auszeichnungen, Anmerkungen) | Höchstplatzierung, Gesamtwochen, AuszeichnungChartplatzierungen (Jahr, Titel, Platzierungen, Wochen, Auszeichnungen, Anmerkungen) | Anmerkungen                         |
| Jahr | Titel                   | US | Country | Anmerkungen                         |
| ---- | ----------------------- | --- | --- | ----------------------------------- |
| 1980 | Lookin’ for Love        | US132 Gold · (21 Wo.)US | Country8 (56 Wo.)Country | Erstveröffentlichung: November 1980 |
| 1981 | Bet Your Heart on Me    | US147 (8 Wo.)US | Country9 (48 Wo.)Country | Erstveröffentlichung: November 1981 |
| 1982 | Sounds Like Love        | — | Country32 (14 Wo.)Country |                                     |
| 1983 | Hey Bartender           | — | Country15 (17 Wo.)Country |                                     |
| 1983 | Greatest Hits           | — | Country41 (29 Wo.)Country |                                     |
| 1984 | Til’ the Bars Burn Down | — | Country23 (27 Wo.)Country |                                     |
| 1985 | Workin’ for a Livin     | — | Country23 (29 Wo.)Country |                                     |
| 1985 | Keep Me Hangin’ On      | — | Country36 (15 Wo.)Country |                                     |

Weitere Alben:
- 1977: H-e-e-ere’s Johnny!
- 1977: For Lovers Only
- 1989: New Directions
- 1989: Buckmasters Presents Woods & Water
- 1990: Greatest Hits Volume 2
- 1990: The Best of
- 1995: Country Party
- 1996: Ramblin’ Rose
- 1999: Live at Gilley's
- 2001: At His Best
- 2002: Live at Billy Bob’s Texas
- 2003: The 13th of July
- 2005: Santa Claus Is Lookin’ for Love
- 2006: Country Candy Store

### Singles
| Jahr | Titel Album                                                                          | Höchstplatzierung, Gesamtwochen, AuszeichnungChartplatzierungen (Jahr, Titel, Album, Platzierungen, Wochen, Auszeichnungen, Anmerkungen) | Höchstplatzierung, Gesamtwochen, AuszeichnungChartplatzierungen (Jahr, Titel, Album, Platzierungen, Wochen, Auszeichnungen, Anmerkungen) | Anmerkungen                          |
| Jahr | Titel Album                                                                          | US | Country | Anmerkungen                          |
| ---- | ------------------------------------------------------------------------------------ | --- | --- | ------------------------------------ |
| 1976 | Sometimes                                                                            | — | Country59 (9 Wo.)Country |                                      |
| 1976 | Red Sails in the Sunset H-e-e-ere’s Johnny!                                          | — | Country22 (22 Wo.)Country |                                      |
| 1977 | Ramblin’ Rose H-e-e-ere’s Johnny!                                                    | — | Country37 (10 Wo.)Country |                                      |
| 1977 | Country Party H-e-e-ere’s Johnny!                                                    | — | Country15 (13 Wo.)Country |                                      |
| 1977 | Dear Alice H-e-e-ere’s Johnny!                                                       | — | Country58 (7 Wo.)Country |                                      |
| 1978 | This Time H-e-e-ere’s Johnny!                                                        | — | Country43 (8 Wo.)Country |                                      |
| 1980 | Lookin’ for Love                                                                     | US5 Gold · (21 Wo.)US | Country1 (14 Wo.)Country | Erstveröffentlichung: Juni 1980      |
| 1980 | One in a Million Lookin’ for Love                                                    | — | Country1 (16 Wo.)Country |                                      |
| 1981 | Pickin’ Up Strangers Lookin’ for Love                                                | — | Country3 (14 Wo.)Country |                                      |
| 1981 | Prisoner of Hope Lookin’ for Love                                                    | — | Country3 (16 Wo.)Country |                                      |
| 1981 | Rode Hard and Put Up Wet Urban Cowboy 2                                              | — | Country52 (6 Wo.)Country |                                      |
| 1981 | Bet Your Heart on Me                                                                 | US54 (9 Wo.)US | Country1 (15 Wo.)Country | Erstveröffentlichung: September 1981 |
| 1982 | Be There for Me Baby Bet Your Heart on Me                                            | — | Country10 (15 Wo.)Country |                                      |
| 1982 | When You Fall in Love Bet Your Heart on Me                                           | — | Country14 (13 Wo.)Country |                                      |
| 1982 | Cherokee Fiddle Sounds Like Love                                                     | — | Country10 (18 Wo.)Country |                                      |
| 1983 | Sounds Like Love                                                                     | — | Country6 (18 Wo.)Country |                                      |
| 1983 | Hey Bartender                                                                        | — | Country2 (22 Wo.)Country |                                      |
| 1983 | My Baby Don’t Slow Dance Hey Bartender                                               | — | Country23 (16 Wo.)Country |                                      |
| 1984 | The Yellow Rose ’Til the Bars Burn Down                                              | — | Country1 (19 Wo.)Country | mit Lane Brody                       |
| 1984 | One More Shot ’Til the Bars Burn Down                                                | — | Country42 (12 Wo.)Country |                                      |
| 1984 | You Could’ve Heard a Heart Break Workin’ for a Livin’                                | — | Country1 (24 Wo.)Country |                                      |
| 1985 | Rollin’ Lonely Workin’ for a Livin’                                                  | — | Country9 (20 Wo.)Country |                                      |
| 1985 | Save the Last Chance Keep Me Hangin’ On                                              | — | Country12 (18 Wo.)Country |                                      |
| 1985 | They Never Had to Get Over You Keep Me Hangin’ On                                    | — | Country19 (18 Wo.)Country |                                      |
| 1986 | The Loneliness in Lucy’s Eyes (The Life Sue Ellen Is Living) Dallas: The Music Story | — | Country56 (9 Wo.)Country |                                      |
| 1986 | I Could Get Used to This Dallas: The Music Story                                     | — | Country50 (8 Wo.)Country | mit Lane Brody                       |
| 1989 | Maybe I Won’t Love You Anymore New Directions                                        | — | Country59 (6 Wo.)Country |                                      |
| 1989 | I’m Not Over You New Directions                                                      | — | Country69 (5 Wo.)Country |                                      |
| 1989 | I Can Be a Heartbreaker Too New Directions                                           | — | Country53 (8 Wo.)Country |                                      |
| 1989 | You Can’t Fly Like an Eagle New Directions                                           | — | Country66 (4 Wo.)Country |                                      |

Weitere Singles
- 1990: Heart to Heart Talk
- 1990: Dangerously Lonely
- 1990: Money in My Pocket
- 2016: Never Been to Texas